# Senrab FC
Senrab FC är en engelsk fotbollsklubb som fostrat spelare som bland andra Lee Bowyer, Sol Campbell, Jermain Defoe och John Terry. Den grundades 1961 i Wanstead Flats, Poplar i London.

## Tidigare spelare
Följande spelare och tränare har alla spelat för eller tränat en professionell fotbollsklubb efter att de lämnat Senrab FC.

### Spelare
| - Ade Akinbiyi - Adebayo Akinfenwa - Lee Bowyer - Sol Campbell - Scott Canham - Gary Chivers - Jermain Defoe - Ugo Ehiogu - Simon Ford - Jonathan Fortune - Leo Fortune-West - Fitz Hall - Vince Hilaire - Terry Hurlock - Kemal Izzet | - Muzzy Izzet - Ledley King - Leon Knight - Paul Konchesky - Kevin Nicholls - Darren Purse - Jlloyd Samuel - Terry Skiverton - John Terry - Sanchez Watt - Ray Wilkins - Bobby Zamora |

### Tränare
- Tony Carr
- Alan Curbishley
- Dario Gradi
- Ray Wilkins
- Ray Lewington